# Атырауский государственный университет имени Х. Досмухамедова
Атырауский университет имени Халела Досмухамедова (Atyrau University) (каз. Халел Досмұхамедов атындағы Атырау университеті) — многопрофильное высшее учебное заведение Атырауской области. В университете по более 50 специальностям обучаются более 10 тыс. студентов.

## История
14 июня 1950 года на основании Постановления Совета Министров СССР и Казахской ССР исполнительного комитета Гурьевского областного совета депутатов трудящихся принял решение «Об открытии учительского института в г. Гурьеве» (№ 3-333-16). Институт состоял из трёх отделений (физико-математического, филологического и естественно-географического) и пяти кафедр (педагогики, физики и математики, русского языка, географии и естествознания, марксизма-ленинизма). Прием студентов составил 150 человек, по 50 человек на каждое отделение с обучением на казахском и русском языках.
В 1955 году учительский институт был реорганизован в педагогический, который состоял из двух факультетов: филологического и физико-математического. Приём на первый курс составил 250 студентов. В 1956 году была открыта заочная форма обучения.
В 1994 году педагогический институт был преобразован в Атырауский университет. В том же году университету было присвоено имя видного деятеля, ученого-энциклопедиста Халела Досмухамедова. Вуз успешно прошёл аттестацию и получил статус первого в Западном Казахстане Атырауского регионального университета имени Х. Досмухамедова.
В 1996 году в состав университета был включён Атырауский институт нефти и газа, однако в 1998 году Атырауский институт нефти и газа был вновь выделен в отдельное учебное заведение.
С января 1999 года Атырауский университет имени Х. Досмухамедова является Республиканским государственным казённым предприятием. В 2000 году университет успешно прошёл государственную аттестацию и был лицензирован по всем специальностям образовательной деятельности.
В 2005 году в АГУ имени Х. Досмухамедова внедрена новая система менеджмента качества. В июне 2005 года университет успешно прошёл международный сертификационный аудит, система менеджмента качества вуза была оценена и зарегистрирована как соответствующая стандарту качества ISO 9001:2000, 9000:2001.
В 2006 году университет прошёл очередную государственную аттестацию.
В 2007 году Атырауский государственный университет им. Халела Досмухамедова участвовал в проведении выставки «Алтын сапа» с целью выявления победителей конкурса «За достижения в области качества», учрежденного Президентом Республики Казахстан, и в качестве активной организации был отмечен Благодарственным письмом.
18 сентября 2009 года университет подписал договор с Великой Хартией университетов (Болонья), что свидетельствует о больших возможностях и достижениях вуза.
В 2010 году Атырауский государственный университет им. Халела Досмухамедова вошел в состав 600 мировых вузов, объединённых Великой Хартией университетов, и стал полноправным участником Болонского процесса. Согласно требованиям Болонского процесса у обучающихся в вузе есть возможность получить два диплома, завершить обучение за короткий срок.
Университет по итогам рейтинга высших учебных заведений занимает 6 место среди многопрофильных вузов Казахстана.

## Факультеты
- Факультет физики, математики и информационных технологий
- Факультет полиязычного образования
- Факультет естественных и сельскохозяйственных наук
- Факультет инновационного образования
- Факультет гуманитарных наук и искусства
- Факультет экономики и права

## Ректоры
- 1950—1955 — Темиргалиев, Куспан
- 1956—1958 — Билеубаев, Бакир
- 1958—1961 — Жаманбаев, Кадыр Жаманбаевич
- 1961—1969 — Кожабаев, Садырбай Токпанович
- 1969—1972 — Дуймагамбетова, Санду Дуймагамбетовна
- 1972—1976 — Даиров, Гапуролла
- 1976—1983 — Сахипов, Ерен Бахитович
- 1983—1986 — Кунхожаев, Нажман Разахович
- 1986—1991 — Акылбаев, Жамбыл Саулебекович
- 1991—1999 — Табылдиев, Хисмет Бозанович
- 1999—2008 — Имангалиев, Асхат Салимович
- 2008—2011 — Казмагамбетов, Алтай Габдрахманович
- 2012—2016 — Мамраев, Бейбит Баймагамбетович
- 2016—2019 — Талтенов, Абзал Ахатович
- 2020—н.в. — Идрисов, Саламат Нурмуханович